# Bajka o bajkach
Bajka o bajkach – polski serial animowany dla dzieci. Został zrealizowany w latach 1979–1990 przez Agnieszkę Niżegorodcew. W 1992 roku cykl ten otrzymał Nagrodę Główną „Oskarek” na Ogólnopolskim Festiwalu Filmów Animowanych dla Dzieci w Dębicy.

## Tytuły odcinków
- Bajka o bajkach (1)
- Dziewczynka z zapałkami
- Śpiąca królewna
- Śledztwo
- Jaś i Małgosia
- O rybaku i złotej rybce
- O stoliczku i 40 rozbójnikach